# Касіян Сакович
Касіян Калі́кст Сако́вич гербу Корвін (бл. 1578 — 1647, Краків) — руський (український) шляхтич, церковний діяч і письменник-полеміст, ректор Київської братської школи у 1620—1624 роках. Представник боярського роду Саковичів. Писав книжною українською та польською мовами.

## Біографія

### Дитинство, юність, православний період життя
Народився близько 1578 року в священничій родині в містечку Потеличі (Белзька земля; інша назва Подтеличі) неподалік Рави-Руської. Згідно з К. Несецьким, походив з литовського роду Саковичів гербу Корвін.
Навчався в Замойській академії у Любліні, у Краківській академії. Був домашнім виховником Адама Киселя. Видав друком працю «Проблеми або питання природи людини…», яку присвятив Лаврентієві Древинському. Також до «Проблем…» додав «Передмови до актів весільних та погребових» (їх повторно виголосив у 1626 році у Ярославі).
У 1620–1624 роках, бувши ченцем, став ректором Київської братської школи. У 1624 році на прохання Лаврентія Древинського переїхав до Любліна, де протягом року був проповідником церкви місцевого православного братства.

### Унійний і католицький періоди
У Любліні в 1625 році став греко-католиком, як вдівець став монахом-василіянином. Ймовірною причиною цього були приязні стосунки з князем Олександром Заславським. У 1626 році став архимандритом Хрестовоздвиженського монастиря у Дубному. В 1634 році єпископ Єремія Почаповський позбавив його сану архимандрита.
13 вересня 1640 року написав брошуру під назвою «Календар старий, у якому явні та очевидні помилки…», присвячену Данилові Єло-Малинському. Того ж року врочисто зачитав її у Вільні.
У 1640 році (за даними о. Садока Баронча, склав повноваження на Луцькому синоді 1631 року) перейшов на латинський обряд за дозволом Папи Урбана VIII і вступив до ченців-авґустиніанів монастиря св. Катажини у Кракові. Потім вів мандрівне життя. Помер, за даними Стебельського, 1647 року в Кракові.

## Доробок
К. Сакович був обдарований визначним письменницьким хистом. Перший твір із філософської тематикою «Проблеми» видрукував польською мовою у Кракові 1620 року. 1622 року в Києві видав написані тодішньою книжною «руською» мовою «Вірші на жалісний погреб шляхетного рицаря Петра Конашевича-Сагайдачного» за зразками силабічної барокової поезії.
Брав участь у друкуванні «Апології» Мелетія Смотрицького (Львів, 1628); за це був відлучений від церкви на Київському православному соборі під час служби 14/24 серпня 1628 року всіма єпископами-учасниками.
Цікавим є факт, що Сакович переклав з польської мови популярний твір "Дезидерій або стежка до любові Божої" (кат. Espill de vida religiosa), яку приписують каталонському письменнику Мікелю Комалада, про що згадується п'ятому польському перевиданні (1625) де саме сказано, що також Сакович переклав твір “на нашу просту русинську мову”, тобто на українську і мав намір опублікувати цей переклад для користи своєї нації, але так і не встиг виконати задумане позаяк мусив терміново виїхати до Польщі.
З інших його творів найважливіші:
- «Kalendarz stary … і responzy na zarzuty starokalendarzan» (1642)
- «Epanorthosis albo Perspektywa …» (1642) з полемічним наставленням проти юліанського календаря і проти літургійних обрядів тодішньої Православної і Греко-католицької церков, що не залишилися без відповіді з боку православних — Петра Могили («Litos albo kamień…», 1644) і греко-католиків — Пахомія Войни-Оранського та Івана Дубовича.